# Nuoto ai XIX Giochi del Mediterraneo - Staffetta 4x100 metri stile libero maschile
La gara della staffetta 4x100 metri stile libero maschile ai XIX Giochi del Mediterraneo si è svolta il 3 luglio 2022. La finale si è disputata nel pomeriggio.

## Podio
| Pos. | Nazione | Atleta                                                                   |
| ---- | ------- | ------------------------------------------------------------------------ |
|      | Italia  | Luca Serio Alessandro Bori Giovanni Carraro Filippo Megli                |
|      | Grecia  | Andreas Vazaios Stergios-Marios Bilas Kristián Goloméev Dimitrios Markos |
|      | Francia | Charles Rihoux Mathias Even Tom Hug-Dreyfus Arthur Berol                 |

## Record
Prima della manifestazione il record del mondo (RM) e il record dei Giochi del Mediterraneo (RG) erano i seguenti.
|  | 3'08"24 | Stati Uniti | 11 agosto 2008 Pechino |
|  | 3'12"03 | Francia     | 28 giugno 2009 Pescara |

Durante la competizione non sono stati migliorati record.

## Risultati

### Finale
| Pos. | Corsia | Nazione    | Atleta                                                                                                   | Tempo        | Note |
| ---- | ------ | ---------- | --- | ------------ | ---- |
|      | 4      | Italia     | Luca Serio (49"79) Alessandro Bori (48"85) Giovanni Carraro (48"68) Filippo Megli (48"45)                | 3'15"77      |      |
|      | 5      | Grecia     | Andreas Vazaios (49"46) Stergios-Marios Bilas (49"01) Kristián Goloméev (48"24) Dimitrios Markos (49"93) | 3'16"64      |      |
|      | 1      | Francia    | Charles Rihoux (49"00) Mathias Even (49"19) Tom Hug-Dreyfus (50"22) Arthur Berol (49"63)                 | 3'18"04      |      |
| 4    | 3      | Turchia    | Hüseyin Emre Sakçı (49"90) Doğa Çelik (50"58) Baturalp Ünlü (49"23) Hüseyin Emre Sakçı (49"64)           | 3'19"35      |      |
| 5    | 8      | Spagna     | Luis Domínguez (49"73) Mario Mollà (49"63) Juan Segura (49"88) Miguel Martínez (50"86)                   | 3'20"10      |      |
| 6    | 2      | Portogallo | Miguel Nascimento (49"88) Diogo Ribeiro (48"22) Francisco Santos (50"74) João Costa (51"82)              | 3'20"66      |      |
| 7    | 7      | Cipro      | Andreas Pantziaros (54"05) Christos Manoli (52"55) Filippos Iakovidis (53"20) Markos Iakovidis (52"53)   | 3'32"33      |      |
| DSQ  | 6      | Algeria    | Malachy Belkhelladi (52"05) Fares Benzidoun Mehdi Nazim Benbara Youcef Bouzouia                          | Squalificata |      |